# Жаїр да Коста
Жаїр да Коста (порт. Jair da Costa, 9 липня 1940, Санту-Андре — 16 квітня 2025, Озаску) — бразильський футболіст, що грав на позиції нападника.
Виступав, зокрема, за клуби «Інтернаціонале», ставши чотириразовим чемпіоном Італії, дворазовим володарем Кубка чемпіонів УЄФА та Міжконтинентального кубка. Також грав за національну збірну Бразилії, з якою став чемпіоном світу 1962 року.

## Клубна кар'єра
Жаїр вихованець клубу «Португеза Деспортос», дебютував у головній команді в 1960 році, а дуже скоро був помічений наставниками збірної Бразилії. Його гру в головній бразильській команді примітили емісари італійського «Мілана», але гравця швидко відбракували через кволу, на їх погляд, статуру. В іншого міланського клубу, «Інтернаціонале», претензій до гравця не було, і він, багато в чому завдяки президенту Анджело Моратті, що підписав з ними контакт в 1962 році, опинився в Італії.
Бюрократична тяганина, що довго встановлювала особу прабабусі Жаїра, дещо затримала дебют бразильця в «нераззуррі»: першу гру він провів 1 листопада 1962 року в гостьовому матчі проти «Дженоа». Почав Жаїр фантастично: після двох хвилин проведених на полі, він вже відзначився забитим м'ячем, а «Інтер» виграв 3:1. Той сезон закінчився виграшем «скудетто», першим, в епоху Моратті і 8-м в історії клубу. Всього в «Інтері» Жаїр виграв 2 Кубка чемпіонів, два Міжконтинентальних кубка і чотири чемпіонати Італії. Також Жаїр грав один сезон в столичній «Ромі». Всього в Італії Жаїр провів 286 офіційних матчів (260 з «Інтером», і 26 із «Ромою») і забив 71 гол (11 в Кубку чемпіонів).
У 1972 році Жаїр повернувся до Бразилії, в «Сантус», грати разом з Пеле у нападі клубу, і виграв чемпіонат штату Сан-Паулу у 1973 році.
Завершив професійну ігрову кар'єру у канадському клубі «Віндзор Стар», за який виступав протягом 1974—1976 років.

## Виступи за збірну
У збірній Бразилії Жаїр провів лише одну гру, 16 травня 1962 року проти Уельсу, з тієї причини, що на його місці грав сам Гаррінча. Жаїр разом зі збірною командою відправився на чемпіонат світу 1962 року у Чилі, де бразильці перемогли, але на поле не виходив.

## Титули і досягнення
- Чемпіон Італії (4):

«Інтернаціонале»: 1962–63, 1964–65, 1965–66, 1970–71
- Переможець Ліги Пауліста (1):

«Сантус»: 1973
- Володар Кубка чемпіонів УЄФА (2):

«Інтернаціонале»: 1963–1964, 1964–1965
- Володар Міжконтинентального кубка (2):

«Інтернаціонале»: 1964, 1965
- Чемпіон світу: 1962

## Статистика виступів

### Статистика виступів за збірну
| Дата      | Місто     | Господарі | Результат | Гості | Турнір           | Голи | Примітки |
| --------- | --------- | --------- | --------- | ----- | ---------------- | ---- | -------- |
| 16-5-1962 | Сан-Паулу | Бразилія  | 3 – 1     | Уельс | товариський матч | -    |          |
| Усього    |           | Матчів    | 1         |       | Голів            | -    |          |